# HD 52265
HD 52265は、いっかくじゅう座の方角に約97光年の距離にある6等級のG型主系列星である。太陽より3割程質量が大きく、約2倍の明るさである。年齢は25億歳程度である。

## 惑星系
2000年に、リック・カーネギー系外惑星サーベイのチームはHD 52265の周囲を公転する太陽系外惑星を発見したと発表した。同時期にジュネーブ系外惑星探索のチームも独自にこの惑星の発見を報告している。
2013年、離心率の大きい楕円軌道をとる系外惑星の視線速度を複数の惑星をによるものと仮定して再検証した結果、HD 52265は2つ惑星がある方がデータをよく説明でき、その惑星が安定した公転軌道をとれることがわかったことから、2番目の惑星HD 52265 cが存在すると考えられるようになった。しかし2019年、より精度が改良されたHD 52265の視線速度のデータが、惑星がHD 52265 bしか存在しないと仮定した場合と適合していることが判明したため、結局HD 52265 cという惑星は存在しないものとされ、HD 52265 cの発見報告は撤回された。
| 名称 （恒星に近い順） | 質量            | 軌道長半径 （天文単位） | 公転周期 (日) | 軌道離心率  | 軌道傾斜角 | 半径 |
| --------------------- | --------------- | ----------------------- | ------------- | ----------- | ---------- | ---- |
| b (Cayahuanca)        | ≥1.21 ± 0.05 MJ | 0.520 ± 0.009           | 119.27 ± 0.02 | 0.27 ± 0.02 | —          | —    |

## 名称
2019年、世界中の全ての国または地域に1つの系外惑星系を命名する機会を提供する「IAU100 Name ExoWorldsプロジェクト」において、HD 52265系はエルサルバドルに割り当てられる惑星系となった。このプロジェクトは、「国際天文学連合100周年事業」の一環として計画されたイベントの1つで、エルサルバドル国内での選考と国際天文学連合 (IAU) への提案を経て太陽系外惑星とその主星に固有名が承認されるものであった。2019年12月17日、IAUから最終結果が公表され、HD 52265はCitalá、HD 52265 bはCayahuancaと命名された。いずれもエルサルバドルの先住民族で話されているピピル語で天体用語または地理的特徴を意味する言葉にちなんでおり、Citaláは「川の星」、Cayahuancaは「星を見る岩」を意味する。